# Dieter Ruehle
Dieter Ruehle (Los Angeles, 1968. november 18. –), amerikai zenész, a Major League Baseball bajnokság Los Angeles Dodgers csapatának és a National Hockey League bajnokság Los Angeles Kings csapatának stadionorgonistája. 2020 októberéig Ruehle három bajnokcsapatban játszott orgonistaként három különböző sportágban: a Los Angeles Dodgersnél 2020-ban, a Los Angeles Lakersnél 2002-ben, 2009-ben és 2010-ben, és a Los Angeles Kingsnél 2012-ben és 2014-ben.

## A kezdetek, tanulmányai
Ruehle Van Nuysban született, majd Észak-Hollywoodban és Burbankban nőtt fel. Apja amerikai német, anyja mexikói amerikai. Mind a Dodgers, mind a Kings rajongója volt. Zongorán tanult felnőtt korában, és 1986-ban érettségizett a Burbank High Schoolban.
Ruehle-t Nancy Faust, a Chicago White Sox orgonistája ihlette. Első alkalommal játszott Kings-meccsen, mert levelet írt a KABC-TV helyi tévéállomásnak, amely egy "Sports Fantasy" szegmenst futtatott. Ruehle, aki ekkor tizenkét éves volt, azt mondta, hogy az volt az álma, hogy a Kingsben orgonáljon, és ő játszotta a csapat első harmadát. 15 évesen a Major Indoor Soccer League-ben szereplő Los Angeles Lazers orgonistája volt, és ott játszott a liga összeomlásáig.

## Az MLB-nél
Ruehle 1989 óta dolgozik a Kingsnél – 1992 és 1998 között hat év szünetet tartott – és 2016 óta a Los Angeles Dodgers főállású orgonistája, Nancy Bea-t váltva, akit 2013 óta töltött be. Alkalmanként mindkét csapat meccsén orgonált egy nap alatt. Amikor az NHL és az NBA Kínában játszott, Ruehle 2013-ban pekingi és sanghaji NBA-mérkőzéseken, 2017-ben pedig az NHL-ben is orgonált ugyanabban a városban. 2001 és 2016 között a Los Angeles Lakersben orgonált, munkakapcsolatot alakított ki Kobe Bryant-tel. Ők ketten együtt dolgoztak Bryant "The Punies" című podcastjában. Ruehle 1992 és 1997 között öt szezont a San Jose Sharks, az 1997–1998-as szezonban pedig a Phoenix Coyotes orgonistája volt.

## Egyéb sportok
Ruehle öt különböző olimpián játszott. A szocsi olimpián együtt játszott Ray Castoldival, a Madison Square Garden orgonistájával, akit Dieter Ruehle nagy példaképként említ. Ők vezették be a zenei orgonát a Shayba Ice Arénában és a Bolshoy Ice Dome-ban. További olimpiai szereplései a következők voltak: 2002 telén Salt Lake City-ben (jégkorong), 2004 nyarán Athénban (kosárlabda), 2006 telén Torinóban (jégkorong), 2010 telén Vancouverben (jégkorong). 2006 és 2015 között ő volt a US Open férfi és női teniszbajnokság hivatalos DJ-je.
Az EA Sports NHL '94, NHL '95 és NHL '96 videojátékain Ruehle játszotta az orgonazenét. Ruehle nagyon sok ismert dalt játszik mindkét csapat számára.

## Felszerelés és technika
Még a Roland Atelier AT-80S orgona előtt Ruehle egy ismeretlen orgonán játszott, piros-kék Dodgers felirattal. Arra gondolt, hogy amikor Nancy Bea ezen az orgonán játszott, amikor a Dodgers orgonistája volt, elő lehetne-e venni a raktárból ezt a Roland orgonát. A rendezők igent mondtak, így a Los Angeles Dodgersnél egy Roland Atelier AT-80S orgonán játszik. Egy úgynevezett “Instant Replay”-t, egy merevlemezes audiolejátszó rendszert is használ a játékban előre felvett zenék lejátszására, valamint egy kompakt elektronikus dobgépet, a Boss DR-880-t. Ruehle más kortárs orgonaművészekkel, Josh Kantorral, illetve Matthew Kaminskival együtt a Twitteren kommunikál rajongóival, és néha komikus hatásra használja fel zenei döntéseit. A COVID-19 világjárvány idején Ruehle további dalokat is felvett repertoárjába, mint például a „Hush” a Deep Purple-től és az „Enjoy the Silence” a Depeche Mode-tól.
A Los Angeles Kingsnél egy Hammond orgonán játszik. Szintén egy úgynevezett “Instant Replay”-t, egy hanglejátszó rendszert is használ ugyanúgy, mint a Los Angeles Dodgers stadionjában.